# Crackdown
Crackdown (w Japonii znana pod tytułem Riot Act) – gra akcji widziana z perspektywy trzeciej osoby stworzona przez firmę Realtime Worlds i wydana w 2007 roku przez Microsoft Game Studios. Twórcą gry jest David Jones.
Gra oferuje rozgrywkę w trybie jednoosobowym lub trybie kooperacji (dwóch graczy, również w trybie online dzięki usłudze Xbox Live).
Gra została wydana 20 lutego 2007 roku w USA, 22 lutego w Japonii i Australii, natomiast 23 lutego gra ukazała się w Europie, w tym również w Polsce z polską kinową lokalizacją.
1 czerwca 2009 roku został ogłoszony na konferencji E3 sequel Crackdown 2.

## Wyłączność na Xbox 360
Gra ma status exclusive na platformie Xbox 360, co oznacza, że nie zostaną wydane wersje na inne platformy. Jednak w praktyce (np. Fable i Jade Empire) często gry takie wydawane są na również inne platformy w dużo późniejszym terminie. Obecnie nie ma planów wydania Crackdown na inną platformę.

## Rozgrywka
W Crackdown gracze kierują Agentami, klonami o nadludzkich możliwościach stworzonych przez organizacje pilnujące porządku publicznego. Zadaniem graczy jest zniszczenie trzech gangów rządzących futurystyczną metropolią Pacific City: latynoski gang Los Muertos, wschodnioeuropejski gang Volk oraz wschodnioazjatycki gang Shai-Gen. Graczowi pozostawiona jest całkowita dowolność odnośnie do podejmowania zadań i eliminacji gangów, zarówno dotycząca użytego sposobu jak i kolejności działań zmierzających do zniszczenia przestępczych syndykatów. Gracz może wyeliminować od razu głowę syndykatu lub niszczyć mniejszych szefów z celu osłabienia gangu, w celu ułatwienia ostatecznego zadania.
Podczas wykonywania zadań postać gracza zwiększa swoje umiejętności stając się coraz potężniejszą. Gracze mogą również do woli korzystać z pojazdów dostępnych w grze.
Gra wykorzystuje znany z gier na konsole Xbox 360 system achievementów.

## Rozszerzenia
Firma Realtime World wydała rozszerzenie do gry Crackdown. Dostępne są w wersjach : darmowej i płatnej. Wersja darmowa (Klucze do miasta) poza poprawieniem znalezionych błędów udostępnia graczom cheatowanie. Wersja płatna (Gettin' Busy) zawiera dodatkowo dostęp do trzech nowych pojazdów, pięciu nowych rodzajów broni i pięciu nowych trybów rozgrywki.

## Halo 3 Beta
Gra Crackdown zawierała dodatkowo dostęp do wersji beta gry Halo 3. Do gry w wersję beta potrzebny był dysk z Crackdown, jako że uruchomienie Halo 3 Beta było dostępne przez menu w grze. Beta Halo 3 była dostępna do ściągnięcia 16 maja 2007 roku. Wersja beta miała być grywalna jedynie przez trzy tygodnie od dnia wydania.

## Crackdown 3
Firma Microsoft i Realtime Worlds są w trakcie tworzenia Crackdown 3 na konsolę Xbox One. Grę zaprezentowano na konferencji Microsoftu podczas targów E3.